# Toyota Princess Cup
Toyota Princess Cup je zaniklý ženský tenisový turnaj WTA Tour, který se hrál na otevřených dvorcích s tvrdým povrchem v letech 1997–2002. Konal se v japonském hlavním městě Tokiu s účastí dvaceti osmi tenistek ve dvouhře a šestnácti párů ve čtyřhře. Řadil se do kategorie Tier II.
Po dvou titulech ve dvouhře si připsaly americké tenistky Monika Selešová a Serena Williamsová. Selešová navíc dvakrát zvítězila i ve čtyřhře. Jedinou japonskou šampiónkou se stala Ai Sugijamová, která vyhrála v letech 1997 a 2000 soutěž čtyřhry, do níž v prvním případě nastoupila se Selešovou a ve druhém pak s Francouzkou Julií Halardovou-Decugisovou. Událost se konala vždy v poslední fázi ženské profesionální sezóny, v zářijovém termínu. Pouze v roce 2000 se odehrála až v říjnu.

## Dotace
Tabulka uvádí celkovou dotaci turnaje v jednotlivých letech. Částky jsou v amerických dolarech.
| Rok  | Dotace    |
| ---- | --------- |
| 1997 | 450 000 $ |
| 1998 | 450 000 $ |
| 1999 | 520 000 $ |
| 2000 | 535 000 $ |
| 2001 | 565 000 $ |
| 2002 | 585 000 $ |

## Přehled finále

### Dvouhra
| Rok  | Vítězka              | Finalistka                   | Výsledek      |
| ---- | -------------------- | ---------------------------- | ------------- |
| 1997 | Monika Selešová      | Arantxa Sánchezová Vicariová | 6–1, 3–6, 7–6 |
| 1998 | Monika Selešová      | Arantxa Sánchezová Vicariová | 4–6, 6–3, 6–4 |
| 1999 | Lindsay Davenportová | Monika Selešová              | 7–5, 7–6      |
| 2000 | Serena Williamsová   | Julie Halardová-Decugisová   | 7–5, 6–1      |
| 2001 | Jelena Dokićová      | Arantxa Sánchezová Vicariová | 6–4, 6–2      |
| 2002 | Serena Williamsová   | Kim Clijstersová             | 2–6, 6–3, 6–3 |

### Čtyřhra
| Rok  | Vítězky                                           | Finalistky                                         | Výsledek      |
| ---- | ------------------------------------------------- | -------------------------------------------------- | ------------- |
| 1997 | Monika Selešová Ai Sugijamová                     | Julie Halardová-Decugisová Chanda Rubinová         | 6–1, 6–0      |
| 1998 | Anna Kurnikovová Monika Selešová                  | Mary Joe Fernandezová Arantxa Sánchezová Vicariová | 6–4, 6–4      |
| 1999 | Conchita Martínezová Patricia Tarabiniová         | Amanda Coetzerová Jelena Dokićová                  | 6–7, 6–4, 6–2 |
| 2000 | Julie Halardová-Decugisová Ai Sugijamová          | Nana Mijagiová Paola Suárezová                     | 6–0, 6–2      |
| 2001 | Cara Blacková Liezel Huberová                     | Kim Clijstersová Ai Sugijamová                     | 6–1, 6–3      |
| 2002 | Arantxa Sánchezová Vicariová Světlana Kuzněcovová | Petra Mandulaová Patricia Wartuschová              | 6–2, 6–4      |